# Caligo beltrao
Caligo beltrao is een vlinder uit de familie Nymphalidae. De wetenschappelijke naam van de soort is voor het eerst geldig gepubliceerd in 1801 door Johann Karl Wilhelm Illiger.